# Station Knyszyn
Station Knyszyn is een spoorwegstation in de Poolse plaats Knyszyn.